# Herbert Schlenger

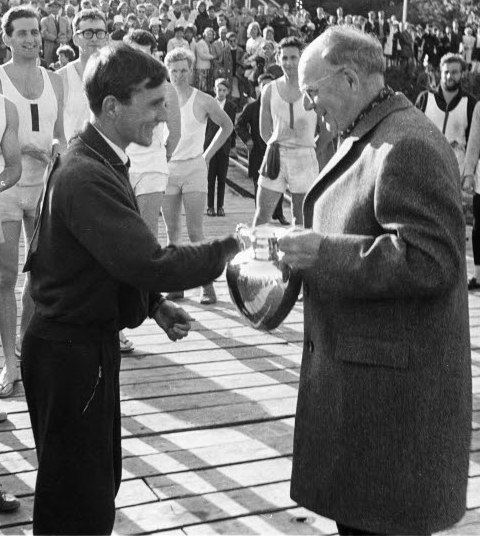
Herbert Schlenger (rechts) bei der Siegerehrung der Internationalen Ruderregatta zur Kieler Woche (1963)

Herbert Schlenger (* 10. April 1904 in Neumittelwalde; † 3. Dezember 1968 in Kiel) war ein deutscher Geograph, Historiker und Volkskundler. Schlenger bekleidete Lehrstühle für Geographie an den Universitäten Graz (1954–1957) und Kiel (1957–1968). Sein Arbeitsschwerpunkt war Schlesien.

## Leben und Wirken
Herbert Schlenger wurde als Sohn eines Gendarmeriewachtmeisters im schlesischen Grenzort Neumittelwalde geboren. Am Lehrerseminar in Oels 1924 und am Provinzialschulkollegium Breslau 1926 erwarb Schlenger die Universitätszulassung. Er studierte seit 1924 Geographie, Mathematik, Physik, Philosophie und Geschichte an der Universität Breslau. Bei Max Friederichsen wurde er im Juni 1930 mit einer schlesienkundlichen kulturgeographischen Arbeit promoviert. Das Zweitgutachten übernahm Hermann Aubin. Im Herbst 1930 legte er die wissenschaftliche Prüfung für das Lehramt an höheren Schulen ab. Von 1930 bis 1932 leistete er in Breslau den pädagogischen Vorbereitungsdienst für das Lehramt an höheren Schulen und bestand mit Auszeichnung. Im Herbst 1932 wurde er zum Studienassessor ernannt.
Schlenger wurde besonders von Aubin gefördert. Er war zunächst wissenschaftlicher Hilfsarbeiter und Assistent für die Historische Kommission für Schlesien. Schlenger gehörte in den 1930er Jahren kontinuierlich zu Aubins Breslauer Arbeitskreis, der sich speziell mit „Ostfragen“ beschäftigte. Aubin vermittelte ihn 1932 eine Assistententätigkeit in Berlin bei Adolf Helbok für den Atlas der deutschen Volkskunde. Im Herbst 1934 wurde er auf Betreiben Aubins erneut Mitarbeiter der Historischen Kommission für Schlesien und Forschungsstipendiat der Notgemeinschaft der deutschen Wissenschaft. Auf Vorschlag Aubins und Friedrichsens erfolgte 1936 ohne Vorlage einer Schrift Schlengers Habilitation in Breslau. Schlenger trat 1937 in die NSDAP ein. An seiner politischen Zuverlässigkeit im Nationalsozialismus bestand kein Zweifel. In einem Gutachten des Breslauer NS-Dozentenschaftsleiters vom Juni 1936 wurde ihm bescheinigt, dass er „alle Erscheinungen des öffentlichen politischen Lebens nicht nur mit Interesse, sondern auch mit Sachkunde“ verfolgte, so dass „nicht der geringste Anlaß vor[lag] zu vermuten, daß er der nationalsozialistischen Bewegung jemals feindlich gesonnen <sic!> gewesen ist“. Schlenger wurde 1938 zum Dozenten für Geographie an der Universität Breslau und Assistenten am Seminar für Geschichtliche Landeskunde und schließlich Leiter des neubegründeten Amtes für schlesische Landeskunde (1940) an der Provinzialverwaltung in Breslau. Der Kriegsdienst verhinderte die Ausübung des Amtes, denn kurze Zeit nach Beginn des Zweiten Weltkrieges wurde er zur Luftwaffe eingezogen und an der Ostfront als Meteorologe eingesetzt. Im November 1944 wurde er an der Universität Breslau zum außerplanmäßigen Professor ernannt.
Schlenger geriet 1945 in sowjetische Kriegsgefangenschaft. Nach vier Jahren kam er frei. Seit 1950 war er Mitglied im Herder-Forschungsrat in Marburg an. Er gehörte damit zu den Gründungsmitgliedern. Unter der Präsidentschaft Aubins wurde Schlenger am Herder-Institut wissenschaftlicher Mitarbeiter, Vertreter des Institutsdirektors und Leiter der Kartographischen Abteilung. Von 1951 bis 1968 war er Vorsitzender der Historischen Kommission für Schlesien. In Köln war er 1952/53 Gastprofessor für Geographie. 1954 wurde er als ordentlicher Professor für Geographie an die Universität Graz berufen. Bereits 1957 ging er nach Kiel. Einen Ruf an die Freie Universität Berlin lehnte er dafür ab. Die 1959 erfolgte Wahl zum Präsidenten des Herder-Forschungsrates lehnte er ab. 1961 wurde er Dekan der Naturwissenschaftlichen Fakultät und 1963/64 war er Rektor der Kieler Universität. Außerdem wurde Schlenger im November 1962 zum ersten Vorsitzenden des Verbandes Deutscher Hochschullehrer der Geographie gewählt. Schlenger war von 1952 bis 1968 Schriftleiter und Mitherausgeber der Zeitschrift für Ostforschung.
Schlenger veröffentlichte siedlungsgeschichtliche und historisch-kartographische Arbeiten, vor allem zum schlesischen Raum. Schlenger war mit Theodor Kraus, Emil Meynen und Hans Mortensen Herausgeber des großen Atlas östliches Mitteleuropa (1959).

## Schriften (Auswahl)
Schriftenverzeichnisse erschienen in:
- Gerhard Sandner (Hrsg.): Kulturraumprobleme aus Ostmitteleuropa und Asien. Herbert Schlenger zum 60. Geburtstag, 10.4.1964, gewidmet von Freunden, Schülern und Mitarbeitern (= Schriften des Geographischen Instituts der Universität Kiel. Bd. 23). Geographisches Institut der Universität Kiel, Kiel 1964, S. 15–22.
- Ludwig Petry: Herbert Schlenger. In: Zeitschrift für Ostforschung 18 (1969), S. 1–14, hier: S. 14 (mit Schriftenverzeichnis von Juni 1964 bis Dezember 1968).